# 소당류
소당류(少糖類), 과당류(寡糖類) 또는 올리고당류(oligosaccharide)는 단당류가 2~10개 결합되어 있는 탄수화물을 의미한다. 당단백질이나 당지질의 구성성분으로서 세포내에서는 주로 생체막에 부착되어 있고, 소포체와 골지체 등의 분비형 단백질과 결합되어 있다. 일부 기능성 올리고당의 경우 소화효소에 의해 분해되지 않고 대장으로 내려가 장내 유익균의 영양원이 되어 대장 환경을 개선하는 데 도움을 준다고 알려져 있다.
당은 우리 몸에서 에너지원으로 사용되지만 그 당이 연결된 당쇄는 그 외에도 생명현상을 유지하기 위해 중요한 역할을 담당하고 있다. 세포간의 정보 전달, 세포 분화, 바이러스나 세균의 감염, 암세포의 전이 등을 예로 들 수 있다. DNA의 경우 뉴클레오타이드가, 단백질의 경우 아미노산이 1차원적으로 연결된 생체고분자로서 존재하지만 당쇄의 경우 가지친 구조를 지닐 수 있기에 더욱 다양한 분자 구조를 지닐 수 있다.

## 같이 보기
- 기능성 올리고당
- 소합성어(oligosynthetic language)